# Pampa salvaje
Pampa salvaje es una película del género de drama filmada en coproducción de Argentina, España y Estados Unidos dirigida por Hugo Fregonese sobre el guion de Homero Manzi y Ulises Petit de Murat que se estrenó el 16 de mayo de 1966 en Madrid y el 7 de julio de 1966 en Buenos Aires; tuvo como protagonistas a Robert Taylor, Ron Randell, Marc Lawrence, Ty Hardin, Rosenda Monteros y Ángel del Pozo. La película es una nueva versión de la que Hugo Fregonese codirigiera con Lucas Demare en 1945 titulada Pampa bárbara, con Francisco Petrone y Luisa Vehil. Contó con la asesoría de vestuario de Hugo Mac Dougall.

## Sinopsis
Filme de aventuras que transcurre en 1870 en un lejano fuerte de la pampa, la última avanzada del ejército en aquellas tierras. Un renegado le ha suministrado armas y cautivas a los indios para que ataquen el fuerte y los enfrentará un capitán del Ejército con sus soldados.

## Críticas
Raúl Manrupe y María Alejandra Portela opinaron que la película era un “torpe remake de Pampa bárbara, con gauchos doblados al español, chinas improbables de escote sexy y un astro internacional en la última etapa de su vida. Prescindiendo de eso, entretenida” en tanto el crítico de Primera Plana escribió: “Fregonese no se plagia en esta remake de Pampa bárbara …y demuestra …que el southern es un género capaz de entretener al gran público y engordar a los productores”.

## Reparto
- Robert Taylor …Capitán Martín
- Ron Randell	... 	Padrón
- Marc Lawrence	... 	Sargento Barril
- Ty Hardin	... 	Miguel Carreras
- Rosenda Monteros	... 	Rucu
- Ángel del Pozo	... 	Teniente Del Río
- Felicia Roc	... 	Camila Ometio
- Charles Fawcett	... 	El Gato (soldado)
- Enrique Ávila	... 	Petizo
- José Jaspe	... 	Luis (soldado)
- Julio Peña	... 	Chicha (soldado)
- Laya Raki	... 	Mimí
- Laura Granados	... 	Carmen
- Ingrid Ohlenschläger	... 	Mujer madura
- José Nieto	... 	General Chávez
- Barta Barri
- José María Caffarel
- Juan Carlos Galván
- Sancho Gracia
- Mario Lozano
- Isabel Pisano
- Lucía Prado
- Milo Quesada
- Héctor Quiroga
- George Rigaud
- Pastora Ruiz